# Rüdiger von Bergheim

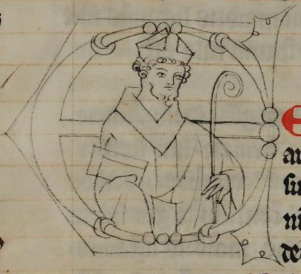
Rüdiger von Bergheim

Rüdiger von Bergheim (* um 1175; † 14. April 1258) war von 1216 bis 1233 Bischof von Chiemsee und von 1233 bis 1250 Bischof von Passau.

## Leben
Rüdiger entstammte dem Salzburger Ministerialgeschlecht der Bergheimer. Seit 1198 war er Domherr von Salzburg; für 1208 bis 1211 ist er als Pfarrer von Salzburghofen, bis 1215 als Propst des Augustinerchorherrenstifts Zell am See und ab 1215 als Domherr von Passau nachgewiesen. 1216 wurde er zum ersten Bischof des neu gegründeten Bistums Chiemsee bestellt, das ein Suffraganbistum von Salzburg war. Die Bischofsweihe erfolgte durch den Salzburger Bischof Eberhard von Regensberg auf Herrenchiemsee.
Nachdem der Passauer Bischofsstuhl nach der Resignation des Bischofs Gebhard von Plain ein Jahr vakant war, weil sich das Passauer Domkapitel auf keinen Kandidaten einigen konnte, transferierte Papst Gregor IX. Rüdiger von Bergheim am 27. Juni 1233 nach Passau.
Es ist nicht bekannt, ob Rüdiger die von seinem Vorgänger übernommenen Schulden abbauen konnte. Schon bald geriet er in Konflikte mit der Kurie, da er in den politischen Auseinandersetzungen auf Seiten der Staufer stand. 1234 bis 1235 unterstützte er Kaiser Friedrich II. im Kampf gegen dessen Sohn Heinrich und von 1236 bis 1239 gegen Herzog Friedrich II. „den Streitbaren“ von Österreich. Deshalb wurde er 1240 vom päpstlichen Legaten Albert Behaim, der ein erklärter Gegner Friedrichs II. war, exkommuniziert. Nachfolgend musste das Bistum den Verlust von Vilshofen sowie der Ortenburger Lehen hinnehmen. Der bayerische Herzog Otto II. „der Erlauchte“ nutzte die Gelegenheit und unternahm einen Beutezug ins Passauer Umland. Nachdem die kaisertreue Partei im Südosten des Reiches 1245 zusammenbrach, erreichte Rüdiger von Bergheim die Aufhebung der Exkommunikation. Nach dem Aussterben der Babenberger 1246, deren Bemühungen um das Bistum Passau er stets abgelehnt hatte, bemühte er sich um den Ausbau seiner landesherrlichen Position.
Vermutlich wiederum auf Betreiben Behaims wurde Rüdiger von Bergheim 1248 abgesetzt. An seiner Stelle wurde der schlesische Herzog Konrad II. gewählt, dem jedoch die Kurie Anfang 1249 die Bestätigung versagte. Im selben Jahr wiederholte Papst Innozenz IV. die Exkommunikation Rüdigers von Bergheim und forderte seinen Rücktritt. Da Rüdiger zu diesem Schritt nicht bereit war, wurde er am 17. Februar 1250 durch den päpstlichen Legaten Petrus de Collemedio, Kardinalbischof von Albano, erneut exkommuniziert und zum zweiten Mal abgesetzt. Am 11. März 1250 bestätigte Papst Innozenz IV. dieses Vorgehen. Anschließend wurde Rüdiger von Bergheim aus seinem Bistum vertrieben. Sein Sterbeort ist nicht bekannt.